# 2018年科技
2018年科學技術領域所發生的一些重要事件。

## 重大獎項

### 诺贝尔奖
- 物理學：阿瑟·亞希金、热拉尔·穆鲁、唐娜·斯特里克兰
- 化學：弗朗西絲·阿諾德、喬治·P·史密斯、格雷格·溫特
- 醫學：本庶佑、詹姆斯·艾利森
- 文學：奧爾嘉·朵卡萩（2019年補頒）
- 和平：德尼·穆奎格、纳迪娅·穆拉德
- 經濟學：保罗·罗默、威廉·諾德豪斯